# 가미후라노역
가미후라노역(일본어: 上富良野駅)은 일본 홋카이도 소라치 군 가미후라노정에 위치한 홋카이도 여객철도 후라노 선의 철도역이다. 역 번호는 F39이며, 상대식 승강장 2면 2선의 구조를 갖춘 지상역이다.

## 역 주변
- 국도 제237호선
- 가미후라노 정청
- 일본 육상자위대 후라노 주둔기지

## 역사
- 1899년 11월 15일 : 홋카이도 관설 철도 도카치 선 비에이 역 - 이 역 간 개업과 함께 개업. 일반역.
- 1900년 8월 1일 : 이 역 - 시모후라노 역 간 연장 개업.
- 1905년 4월 1일 : 철도 작업국으로 이관.
- 1909년 10월 12일 : 소속 노선이 구시로 선으로 개칭.
- 1913년 11월 10일 : 소속 노선이 후라노 선으로 개칭.
- 1949년 6월 1일 : 공공기업체인 일본국유철도로 이관.
- 1982년 11월 15일 : 화물 취급 폐지.
- 1984년 2월 1일 : 소화물 취급 폐지.
- 1987년 4월 1일 : 일본국유철도 분할 민영화에 의해, 홋카이도 여객철도가 승계.

## 인접 역
| 홋카이도 여객철도         | 홋카이도 여객철도 | 홋카이도 여객철도             |
| ------------------------- | ----------------- | ----------------------------- |
| F 40 니시가카 후라노 방면 | 후라노 선         | 비바우시 F 38 아사히카와 방면 |